# Stephen Asamoah-Boateng

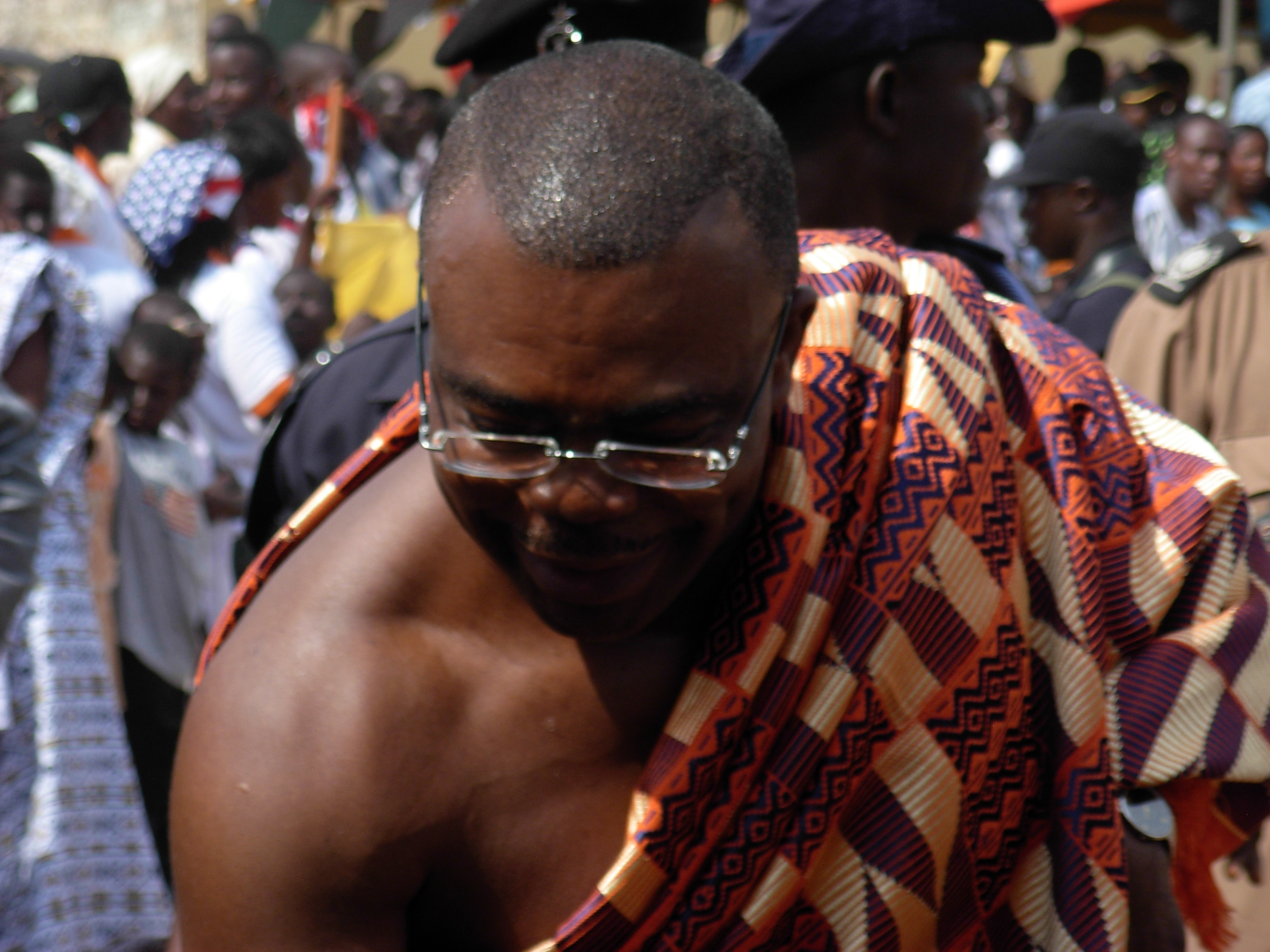
Stephen Asamoah Boateng in Saltpond

Stephen Asamoah-Boateng (* um 1958 in Ghana) ist ein führender Politiker Ghanas. Er war zwischen 2004 und dem 31. Juli 2007 Minister für lokale Verwaltung, Stadtentwicklung und Umwelt (Minister for Local Government, Rural Development & Environment) unter Präsident John Agyekum Kufuor. Neben seinem Ministeramt hält er einen Sitz im ghanaischen Parlament für die Mfantseman West Constituency in der Central Region. Seit dem 1. August 2007 hat er das Amt des Ministers für Tourismus und Minderheitsangelegenheiten inne.
Er wird häufig auch Asabee oder Asa B als Abkürzung seines Doppelnamens genannt.

## Ausbildung
Asamoah-Boateng hat an der Universität von Ghana in Legon, einem Stadtteil von Accra, sein Studium absolviert und einen Master in Business Administration in einer der führenden Europäischen Managementschulen, dem Henley Management College, in Oxfordshire, UK gemacht. Er lebte in Großbritannien für beinahe 18 Jahre.

## Karriere
Bereits von 1980 bis 1984 war er als Youth Organiser der Popular Front Party in Ghana politisch tätig. In dieser Zeit war er auch im NUGS Zentralkomitee (Central Committee) als Verantwortlicher für Internationale Beziehungen (International Relations Secretary) tätig.
Im Jahr 1984 verließ er Ghana und siedelte nach Großbritannien über. In London war er zwischen 1984 und 2000 weiter politisch tätig. Zunächst als Mitglied und später als Vorsitzender der United Progress Party International (UPPI) in London, die durch im Exil lebenden Mitglieder der Danquah und Busia Familien gegründet wurde, arbeitete er an seiner politischen Karriere. Weitere Mitglieder der UPPI sind Joseph Henry Mensah, Kwadwo Mpiani und Thomas Broni, der ehemalige Vizeinnenminister. Ebenfalls in London war er Mitglied der Demokratischen Bewegung Ghanas (Ghana Democratic Movement).
In London arbeitete er für ein Unternehmen in der Pharmazeutikbranche sowie als Berater für das Amt für Handel und Industrie (Department of Trade and Industry (DTI)) in Großbritannien. Er war dort im Bereich der Beratungsleistungen für kleinere und mittlere Unternehmen tätig (business support service).
Asamoah-Boateng wurde in Ghana 2001 Assistent für den damaligen Chief of Staff, Jacob Okanka Obetsebi-Lamptey als die NPP die Wahlen im Jahr 2001 gewonnen hatte. Seither arbeitet er in direktem Umfeld zu Präsident Kufuor im Regierungssitz in Osu Castle in Accra.
Im Zuge seiner politischen Laufbahn hatte Asamoah-Boateng seinen ersten ministerialen Posten als Vizeminister für Information seit April 2003 inne. Später im April 2005 wurde er zum Vizeminister für Tourismus und Modernisation der Hauptstadt. Erst im Mai 2006 wurde er zum Minister für lokale Verwaltung, Stadtentwicklung und Umwelt durch Präsident John Agyekum Kufuor ernannt. Aus diesem Ministeramt wechselte er im August 2007 in das Amt des Ministers für Tourismus und Minderheitenangelegenheiten als Amtsnachfolger von Jacob Okanka Obetsebi-Lamptey, der dieses Amt freiwillig zum 31. Juli 2007 aufgab, um sich als Kandidat bei den Präsidentschaftswahlen 2008 für die NPP zur Verfügung zu stellen.